# 哈里卡·德罗纳瓦利
哈里卡·德罗纳瓦利（Harika Dronavalli，1991年1月12日—），印度女子国际象棋棋手、特级大师。
哈里卡曾获得过国际象棋世界女子14岁组冠军（2004年）、女子18岁组冠军（2006年），世界青年女子冠军（2008年）。2011年，她获得了亚洲国际象棋女子个人冠军。同年晋升为国际象棋特级大师，使她成为继科内鲁·胡姆比之后第二位获得该称号的印度女棋手。